# 흰발두나트
흰발두나트(Sminthopsis leucopus)는 주머니고양이목 주머니고양이과에 속하는 유대류의 일종이다. 오스트레일리아 대륙과 테즈메이니아 주에서 발견된다. 해안가를 따라서 나베송 지역 근처의 깁슬랜드 내륙과 산악 지대의 해발 고도 최대 400m 지역에서 서식한다. 주둥이부터 꼬리까지 몸길이는 140~200mm이고, 머리부터 항문까지는 70~110mm 그리고 꼬리 길이는 70~90mm, 몸무게는 19~27g 정도이다.

## 서식지
서식지의 평균 강수량은 년평균 600~1000mm 정도이다. 살찐꼬리두나트와 달리, 흰발두나트는 히스 관목 지대 하층 또는 중층 식물 종 등이 50% 이상 덮혀 있는 숲과 산림을 필요로 한다. 나머지 서식지는 해안가 덤불 지대와 사초속 식물 서식 지역, 습윤 히스 관목 지대 등이다. 흰발두나트는 암수 각각 약 120제곱미터 정도의 세력권 영역을 소유하지만 수컷의 세력권 면적은 크게 다양하며 일부 수컷은 최대 1200제곱미터까지 세력권 영역을 넓힌다. 수컷과 암컷의 세력권 영역이 서로 겹치기도 한다.

## 번식 및 습성
흰발두나트는 여름철에 짝짓기를 한다. 암컷은 9월 또는 10월에 새끼를 최대 10마리까지 낳는다. 흰발두나트는 새끼가 태어난 지 얼마 지나지 않아서 죽는다. 태어난 지 8주가 되면 새끼는 어미의 육아낭에서 나오며, 한 달가량 어미의 젖을 먹은 후 어미와 헤어진다.

## 먹이
흰발두나트의 먹이 종류는 다른 주머니고양이과 동물과 유사하다. 먹이를 구할 때 상황에 따라 임기응변을 잘하는 동물이다. 먹이는 길이 1~18mm 사이의 무척추동물과 파충류 등으로 이루어져 있다.